# Justyna Dobroć
Justyna Dobroć (ur. 2 stycznia 1990 w Skaryszewie) – polska piosenkarka, autorka tekstów piosenek i linii melodycznych. Do 2021 działała artystycznie pod pseudonimem Hey J.

## Życiorys
Uczyła się w klasie klarnetu w Zespole Szkół Muzycznych im. Oskara Kolberga w Radomiu.
W 2016 roku rozpoczęła działalność muzyczną pod pseudonimem Hey J, wydając płytę pt. „Puzzle” oraz EP pt. „Na Nowo”. Od 2022 występuje pod swoim imieniem i nazwiskiem jako Justyna Dobroć.
Muzyka tworzona przez Justynę Dobroć to połączenie alternatywnych i elektronicznych inspiracji z szeroko pojętą konwencją muzyki popularnej.
Występowała w programach Halo Polonia (TVP Polonia), Teleexpress.
Wieloletnia działaczka Orkiestry Dętej Ochotniczej Straży Pożarnej w Skaryszewie.

## Dyskografia
Single
- 2022 – Drzwi

- 2022 – Pokoloruj to feat. Black Hills
- 2022 – Ja nie chcę więcej

EP
- 2021 – Na Nowo[5]

Albumy
- 2019 – Puzzle[4]